# Jan Schaper (cineast)
Jan Schaper (Den Haag, 24 december 1921 – Delft, 11 april 2008) was een Nederlandse fotograaf en cineast.
Gedurende zijn leven werkte Schaper onder andere als journalist bij Het Vrije Volk. Als filmmaker filmde hij onder andere het Rolling Stones-concert in het Scheveningse Kurhaus.
In 2005 verscheen over hem de documentaire Jan Schaper, de stad, het licht en de film (gemaakt door Peter Scholten). Een groot deel van zijn filmarchief ligt opgeslagen bij het Stadsarchief Rotterdam.

## Films
- Vlaardingen Koerst op Morgen - 1955 (22 minuten)
- Sinterklaas komt naar Holland - 1955
- Rotterdam: Stad & Haven - 1955
- Nutriciafilm - 1958
- Opbouwfilm NV Hoogenboom - 1958
- Vlaardingen vaart uit - 1959
- 350 jaar in touw - 1961 (50 minuten) voor Comité Vlaggetjesdag / Visserij Museum Vlaardingen
- Ertshaven H.V.O. - 1960 (24 minuten) voor Havenbedrijf Vlaardingen-Oost
- Weg naar de Wereld - 1963
- Land Bezuiden de Rivieren - 1965
- Stad zonder Hart - 1966 (45 minuten)
- Old Town Growing Younger - 1966
- Schiedam Kiest voor het Water - 1967
- Aardgas wat koop ik ervoor - 1967 (40 minuten) voor NAM
- De Pier - 1967 (30 minuten)
- De Laatste Man - 1970 (50 minuten) over Jan van Beveren
- Havenvakschool / Weg van de haven - 1970 voor de Havenvakschool, via NCRV
- Meer mannen minder - 1972 (50 minuten) voor GEM
- Port of Grain, verhaal van een graanhaven - 1972
- Topsport zonder Tribune - 1975 voor de Havenvakschool

## Camerawerk
- Pipo de Clown - 1960
- De Proemel - 1962 (regie door Henk Barnard)
- Land Bezuiden de Rivieren - 1965 (regie door Kees van Langeraad)

## Script
- Tros - 1955 (regie door Wim van der Velde)